# Sommer-Universiade 1989/Rudern
Bei der Sommer-Universiade 1989 wurden auf der Regattabahn Duisburg 13 Wettkämpfe im Rudern ausgetragen.

## Bilanz

### Medaillenspiegel
| Platz  | Land               | Gold | Silber | Bronze | Gesamt |
| ------ | ------------------ | ---- | ------ | ------ | ------ |
| 1      | Rumänien           | 4    | –      | –      | 4      |
| 2      | China              | 2    | 2      | 1      | 5      |
| 2      | BR Deutschland     | 2    | 2      | 1      | 5      |
| 4      | Sowjetunion        | 2    | 2      | –      | 4      |
| 5      | Bulgarien          | 2    | –      | –      | 2      |
| 6      | Italien            | 1    | 1      | –      | 2      |
| 7      | Vereinigte Staaten | –    | 2      | 2      | 4      |
| 8      | Kanada             | –    | 2      | 1      | 3      |
| 8      | Spanien            | –    | 2      | 1      | 3      |
| 10     | Großbritannien     | –    | –      | 2      | 2      |
| 11     | DDR                | –    | –      | 1      | 1      |
| 11     | Frankreich         | –    | –      | 1      | 1      |
| 11     | Griechenland       | –    | –      | 1      | 1      |
| 11     | Niederlande        | –    | –      | 1      | 1      |
| 11     | Polen              | –    | –      | 1      | 1      |
| Gesamt | Gesamt             | 13   | 13     | 13     | 39     |

### Medaillengewinner

#### Männer
| Disziplin                             | Gold | Silber | Bronze |
| ------------------------------------- | --- | --- | --- |
| Einer                                 | Igor Antonow | Allen Green | Anton Obholzer |
| Zweier ohne Steuermann                | Dragoș Neagu / Ioan Șnep | Gunther Sack / Frank Richter | Derek Porter / Ian Swan |
| Doppelzweier                          | Dmitri Grechenko / Leonid Schaposchnykow | Alberto Belgeri / Roberto Fusaro | Konstantinos Ditsios / Pantelis Papaterpos                                                                                    |
| Vierer mit Steuermann                 | RumänienVasile Năstase Vasile Tomoiagă Valentin Robu Dimitrie Popescu Florin Micu (Steuermann)                                                              | BR DeutschlandHeiko Barthold Stefan Wilk Andreas Hebbel Andreas Huber Thomas Alt (Steuermann)                                              | NiederlandeJeroen Aris Chris van Boetzelaer Fred Huijtink Pieter Lubbert Jeroen Duyster (Steuermann)                          |
| Achter                                | ItalienGiuseppe Carando Ciro Liguori Massimo Marconcini Palampa Daniele Panicucci Rocco Pecoraro Giovanni Suarez Franco Zucchi Marco Benvenuti (Steuermann) | SowjetunionStepan Dimitrijewski Oleg Akulow Sergei Korotkich Jewgeni Kisliakow Kowalenko Stankewitsch Sassazow Bossilin Gusew (Steuermann) | BR DeutschlandLange Schäfer Armin Weyrauch Hahn Claas-Peter Fischer Dirk Bangert Stefan Scholz Wecker Thomas Alt (Steuermann) |
| Leichtgewichts-Einer                  | Swilen Nejkow | John Murphy | José María de Marco |
| Leichtgewichts-Vierer ohne Steuermann | BR DeutschlandRobert Bauer Michael Kobor Wolfgang Stöcker Tobias Wittek                                                                                     | SpanienJuan Aguirre Juan María Altuna Mikel Eguren Víctor Llorente                                                                         | FrankreichPatrice Balmain Fabrice Camus Benoît Masson Marc Vazart                                                             |
| Leichtgewichts-Doppelvierer           | ChinaFang Shangiang Shen Hongfei Xia Jianmin Xie Yifan | SpanienAlberto Hernández Alfonso Muniesa Raimundo Piera José Antonio Sánchez                                                               | Vereinigte StaatenCharles Engemann Ken Green Steve Peterson William Phelps                                                    |

#### Frauen
| Disziplin                   | Gold                                                                               | Silber                                                                                  | Bronze                                                              |
| --------------------------- | ---------------------------------------------------------------------------------- | --------------------------------------------------------------------------------------- | ------------------------------------------------------------------- |
| Einer                       | Elisabeta Lipă                                                                     | Zhang Li                                                                                | Alison Gill                                                         |
| Zweier ohne Steuerfrau      | Bender / Schmidt                                                                   | Zeng Meilan / Lin Zhiai                                                                 | Sandy Kendall / Reynolds                                            |
| Leichtgewichts-Doppelzweier | Liang Sanmei / Zhang Huajie                                                        | Melania Meunier / Sanya Remmler                                                         | Aleksandra Dzierzkowska / Elzbieta Pakzer                           |
| Vierer ohne Steuerfrau      | RumänienDoina Bălan Livia Leonte Marioara Curelea Viorica Ilica                    | KanadaJennifer Walinga Marnie McBean Kirsten Barnes Kathleen Heddle                     | ChinaCao Mianying Hu Yadong Liu Xirong Zhou Shouying                |
| Doppelvierer                | BulgarienGalina Anachriewa Daniela Oronowa Krassimira Tochewa Sneschana Jantschewa | SowjetunionTatjana Borissowa Natalija Grigorjewa Jelena Woroschilowa Nicole Jakutowisch | DDRJaqueline Bohlmann Kerstin Förster Kerstin Köppen Claudia Krüger |